# ユニバース (オーイシマサヨシのアルバム)
『ユニバース』は、オーイシマサヨシの2枚目のオリジナルアルバム。2024年2月7日にポニーキャニオンからリリースされた。

## 概要
前作『エンターテイナー』以来約2年半ぶりのアルバムリリースであり、TVアニメ『道産子ギャルはなまらめんこい』のオープニングテーマとなる12枚目のシングル『なまらめんこいギャル』と同日発売となる。
前作以降に発売されたシングル表題曲の他、同アニメのエンディングテーマとして亜咲花に楽曲提供した『わやわやわー!』のセルフカバー、マサヨシがめがねを忘れた名義でリリースしたテレビアニメ『好きな子がめがねを忘れた』エンディングテーマ『メガネゴーラウンド』の仮歌バージョンが収録されている。『ギフト』以降のシングルのカップリング曲も収録された一方、『恋はエクスプロージョン』のカップリング曲「しあわせチャンピョン」のみ未収録となった。

## 収録内容
| 全作詞・作曲: 大石昌良。 |                                             |           |            |                 |      |
| #                        | タイトル                                    | 作詞      | 作曲・編曲 | 編曲            | 時間 |
| 1.                       | 「uni-verse」                               | 大石昌良  | 大石昌良   | 大石昌良        | 4:29 |
| 2.                       | 「死んだ!」                                 | 大石昌良  | 大石昌良   | 大石昌良、RINZO | 3:41 |
| 3.                       | 「ギフト」                                  | 大石昌良  | 大石昌良   | 大石昌良        | 3:13 |
| 4.                       | 「好きになっちゃダメな人」                  | 大石昌良  | 大石昌良   | 大石昌良        | 3:39 |
| 5.                       | 「なまらめんこいギャル」                    | 大石昌良  | 大石昌良   | 大石昌良        | 3:30 |
| 6.                       | 「わやわやわー!」                           | 大石昌良  | 大石昌良   | 大石昌良        | 3:09 |
| 7.                       | 「エレクトリックパレード」                  | 大石昌良  | 大石昌良   | 大石昌良        | 3:13 |
| 8.                       | 「恋はエクスプロージョン」(feat.田村ゆかり) | 大石昌良  | 大石昌良   | 大石昌良        | 3:36 |
| 9.                       | 「メガネゴーラウンド」(仮歌 ver.)           | 大石昌良  | 大石昌良   | 大石昌良        | 3:34 |
| 10.                      | 「碧い砲撃」                                | 大石昌良  | 大石昌良   | 大石昌良、eba   | 3:51 |
| 11.                      | 「黄金航路」                                | 大石昌良  | 大石昌良   | eba             | 3:24 |
| 12.                      | 「僕らの箱庭」                              | 大石昌良  | 大石昌良   | 大石昌良        | 3:39 |
| 合計時間:                | 合計時間:                                   | 合計時間: | 42:58      |                 |      |

| #   | タイトル                                           | 作詞 | 作曲・編曲 |
| --- | -------------------------------------------------- | ---- | ---------- |
| 1.  | 「ようこそジャパリパークへ」                       |      |            |
| 2.  | 「世界が君を必要とする時が来たんだ」               |      |            |
| 3.  | 「ドラゴンエネルギー」                             |      |            |
| 4.  | 「恋はエクスプロージョン」                         |      |            |
| 5.  | 「楽園都市」                                       |      |            |
| 6.  | 「枕男子」                                         |      |            |
| 7.  | 「ギフト」                                         |      |            |
| 8.  | 「オトモダチフィルム」                             |      |            |
| 9.  | 「ぼうやの夢よ」                                   |      |            |
| 10. | 「碧い砲撃」                                       |      |            |
| 11. | 「英雄の歌」                                       |      |            |
| 12. | 「インパーフェクト」                               |      |            |
| 13. | 「UNION」                                          |      |            |
| 14. | 「uni-verse」                                      |      |            |
| 15. | 「ロールプレイング」                               |      |            |
| 16. | 「君じゃなきゃダメみたい」                         |      |            |
| 17. | 「Hands」                                          |      |            |
| 18. | 「死んだ！」                                       |      |            |
| 19. | 「エンターテイナー」                               |      |            |
| 20. | 「uni-verse (Official Video)」(ボーナス・トラック) |      |            |

## 演奏
- オーイシマサヨシ／大石昌良
  - Vocal, Chorus
  - Guitar (#1-9.12)
  - Programming (#1-10.12)
- 花れん、高橋あず美、森真美、稲泉りん、Luz、Shin-Imamiya、KWANI：Chorus (#1)
- RINZO：Programming (#2)
- 伊吹文裕：Drums (#3)
- さと：Bass (#3.4.5.6)
- うたたね歌菜：Piano, Strings Arrangement (#3.4)
- 吉田宇宙ストリングス：Strings (#3.4)
- 坂本暁良：Drums (#4.5.8.9)
- 湯本淳希：Trumpet (#5.8)
- ヒロムーチョ：Sax (#5.8)
- 川島稔弘：Trombone (#5.8)
- 田村ゆかり：Vocal (#8)
- 工藤嶺：Bass (#8.11)
- eba：Guitar & Programming (#10.11)
- みっちゃん：Drums (#10)
- イガラシ (ヒトリエ)：Bass (#10)
- 高尾奏之介：Piano (#10)
- ゆーまお (ヒトリエ)：Drums (#11)
- 中山浩佑：Trumpet (#12)
- 丹澤誠二：Alto Sax (#12)
- 小田采奈：Baritone Sax (#12)
- 鳥塚心輔：Trombone (#12)

## タイアップ
| 年     | 楽曲                                      | タイアップ                                                                         |
| ------ | ----------------------------------------- | ---------------------------------------------------------------------------------- |
| 2022年 | 恋はエクスプロージョン（feat.田村ゆかり） | テレビアニメ『恋は世界征服のあとで』オープニングテーマ                             |
| 2022年 | 碧い砲撃                                  | スマートフォン向けアプリゲーム『アズールレーン』5周年記念ソング                    |
| 2023年 | ギフト                                    | テレビアニメ『お隣の天使様にいつの間にか駄目人間にされていた件』オープニングテーマ |
| 2023年 | uni-verse                                 | 劇場アニメ『グリッドマン ユニバース』主題歌                                        |
| 2023年 | 死んだ!                                   | テレビアニメ『勇者が死んだ!』オープニングテーマ                                    |
| 2023年 | 黄金航路                                  | スマートフォン向けアプリゲーム『アズールレーン』6周年記念ソング                    |
| 2023年 | 好きになっちゃダメな人                    | テレビアニメ『お嬢と番犬くん』オープニングテーマ                                   |
| 2024年 | なまらめんこいギャル                      | テレビアニメ『道産子ギャルはなまらめんこい』オープニングテーマ                     |
| 2024年 | 僕らの箱庭                                | 長編アニメ映画『クラメルカガリ』主題歌                                             |
| 2024年 | エレクトリックパレード                    | J-POWER公式コラボレーションソング                                                  |